# Autoroute A57 (France)
Pour les articles homonymes, voir A57.
L'autoroute A57, ou A57, est une autoroute française longue de 52 km qui relie le tunnel de Toulon (autoroute A50) à l'Autoroute A8 au Cannet-des-Maures près du Luc.
Elle traverse un seul département : le Var.
Elle est concédée en totalité à Escota. La section à péage débute au nord de Cuers et se poursuit jusqu'à l'A8. Cette autoroute est couverte par Radio Vinci Autoroutes (107.7 FM).

## Histoire
Le premier tronçon d'une voie rapide, alors numérotée RN 97bis, a ouvert à la circulation en 1964. Ce tronçon, doublant la route nationale 97, se caractérise par une 2 × 2 voies permettant la desserte des quartiers Est de Toulon jusqu'à l'échangeur du Tombadou. Il est classé dans le domaine autoroutier en 1967. L'autoroute est prolongée jusqu'à la Bigue en 1969 puis jusqu'à Pierre Ronde en 1976.
Dans les années 1980, un embranchement vers Hyères est construit : il s'agit de l'autoroute A570. La liaison entre Cuers et Le Cannet-des-Maures, est inscrit au schéma directeur autoroutier national en 1986. Le prolongement de l'A57 jusqu'à l'autoroute A8 est déclaré d'utilité publique à la fin des années 1980.
L'autoroute est achevée en 1992 avec l'ouverture de la déviation de Cuers et du tronçon Cuers – A8.

### Élargissement de l'A57 à l'est de Toulon
Compte tenu d'un fort trafic à l'est de Toulon, il a été envisagé d'élargir l'autoroute A57 entre l'échangeur du carrefour des Oliviers et celui de Pierre-Ronde (échangeur A570) pour faciliter les conditions d'exploitation, améliorer la sécurité routière et valoriser l'entrée Est de l'agglomération. Cet élargissement nécessite la reconfiguration des échangeurs du Tombadou, de la Bigue et de Pierre-Ronde. La décision ministérielle a commencé en juin 2004. La concertation publique s'est déroulée du 13 octobre au 14 novembre 2008. Le coût de cet élargissement est de 280 millions d'euros dans les conditions économiques de juillet 2012.
Des travaux d'élargissement de l'A57 à Toulon doivent permettre d'avoir trois voies et une bande d'arrêt d'urgence circulable par des bus.

## Rôle et trafic
L'autoroute A57 joue un rôle important dans la desserte de l'agglomération toulonnaise. Elle assure notamment les fonctions de pénétrante, avec Hyères, l'est du département du Var et la Côte d'Azur (Nice) et de rocade, pour le trafic de transit entre l'est et l'ouest de la ville grâce à un tunnel, mais aussi une desserte inter-quartiers.
Le trafic routier est très important : 100 000 véhicules par jour entre le centre-ville et l'échangeur de la Bigue.

## Exploitation
L'autoroute A57 est concédée dans son intégralité à la société Autoroutes Esterel-Côte d'Azur (Escota).
En 2006, à la constitution des directions interdépartementales des Routes (DIR), la portion de l'A57 comprise entre la route nationale 1050 et l'échangeur avec l'autoroute A570 était gérée par la DIR Méditerranée. Dans le cadre du plan de relance autoroutier de 2015, cette section est transférée à Escota par un décret du 21 août 2015.
L'autoroute A57 est couverte par Radio Vinci Autoroutes (107.7 FM).

## Échangeurs

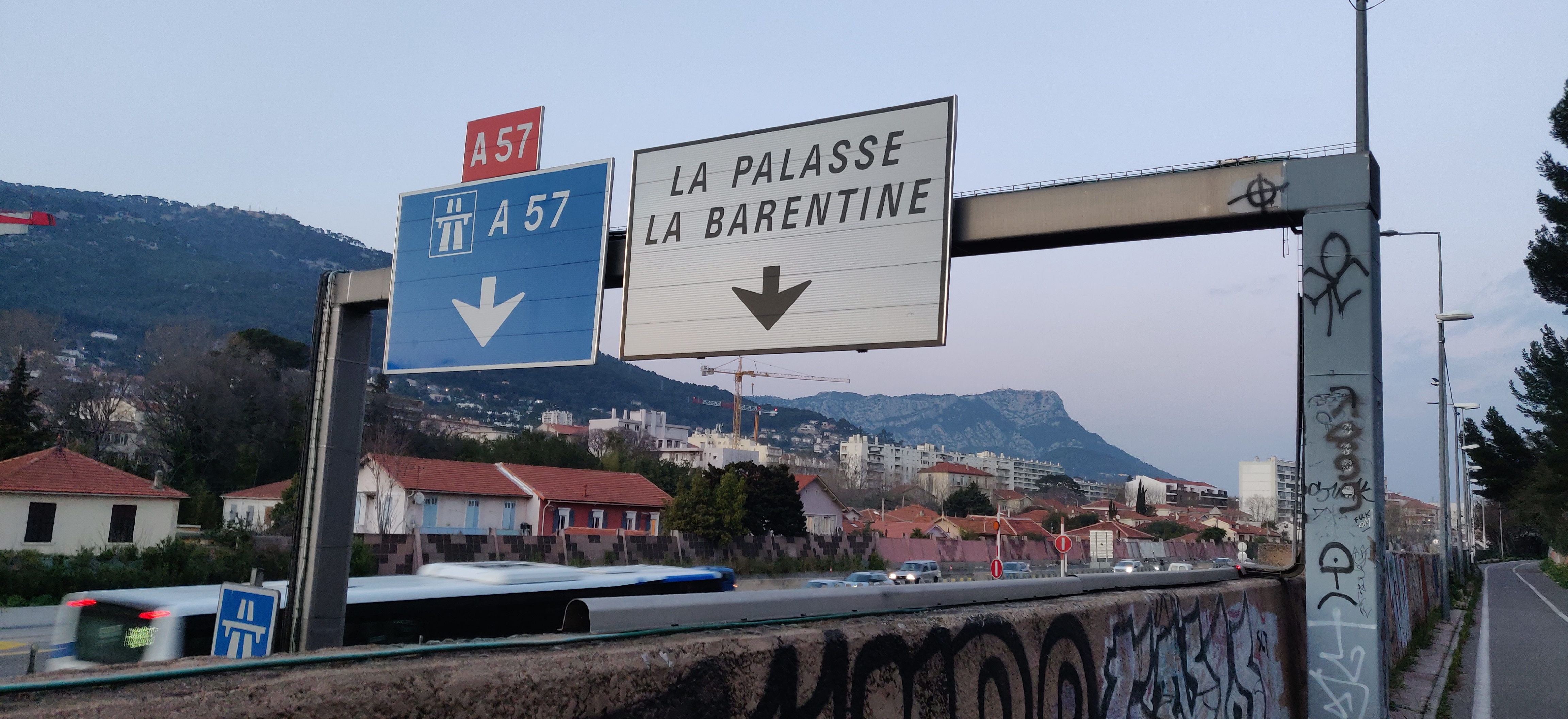
Entrée nº1 Benoît Malon

Section concédée à Escota et payante (sauf entre les sorties 1 à 10).
- A50 vers Aubagne, La Seyne-sur-Mer, Marseille par le tunnel de Toulon
- Début de l'autoroute A57 
  -    Limitation à 90 km/h et mise à 2x3 voies + couloir de bus sur 7 km (dans les deux sens)
- 1 Benoît Malon à 0,5 km : Toulon - La Rode, Saint-Jean-du-Var, Cap Brun, La Barentine, Le Port (de et vers l'A8)
- 2 La Palasse à 1,5 km : Carqueiranne, Le Pradet, Toulon - Pont-du-Suve, La Serinette (de et vers l'A8)
- 3 Le Tombadou à 3 km : La Valette-du-Var - centre, Coupiane, Toulon - est, Centre hospitalier de Sainte-Musse
- 4 Les Fourches à 4 km : La Garde, La Valette-du-Var - sud, Le Revest-les-Eaux (trois-quarts-échangeur)
- 5/5a/5b La Bigue à 5 km : Valgora, La Valette-du-Var - nord, Les Plantades, Centre commercial, Université +  Aire de service de La Bigue (sens A50-A8)
- Échangeur entre A57 et A570 à 7 km : Saint-Tropez, Hyères, Aéroport d'Hyères, La Garde, Z. I. Toulon Est +  Passage de 2x3 voies à 2x2 voies
  -  Limitation à 110 km/h
  -  Aire de service de La Chaberte (sens A8-A50)
- 6 La Farlède à 9 km : La Crau, La Farlède, Solliès-Ville, Centre pénitentiaire, Z. A. La Castillette, Z. I. Bec de Canard, Z. A. Pierre-Blanche
- 7 Les Terrins à 14 km : Saint-Maximin-la-Sainte-Baume, Solliès-Toucas, Solliès-Pont (trois-quarts-échangeur)
- 8 Sainte-Christine à 15 km : Solliès-Pont, Z.A. de la Poulasse, Centre commercial
- 9 Cuers - sud à 18 km : Cuers, Z.A.C des Bousquets (demi-échangeur)
  -  Limitation à 130 km/h
- 10 Cuers - nord à 21 km : Fréjus, Saint-Raphaël, Draguignan, Le Luc par RD, Brignoles, Puget-Ville, Pierrefeu-du-Var, Cuers, AIA-CP
- Péage de Puget-Ville (à système fermé avec l'A8)
  -  Aires de repos de Suvé du Vent (sens  A50-A8),  des Lauvets (sens A8-A50)
- 11 Carnoules à 32 km : Gonfaron, Pignans, Carnoules (demi-échangeur)
  -  Aires de repos des Sigues (sens  A50-A8),  de Gonfaron (sens A8-A50)
  -  Limitation à 110 km/h
- 13 Le Cannet-des-Maures à 51 km : La Garde-Freinet, Les Arcs, Vidauban, Le Luc, Le Cannet-des-Maures
- Échangeur entre A57 et A8 : Marseille, Aix-en-Provence Nice, Cannes, Fréjus, Saint-Raphaël, Draguignan

## Lieux sensibles
- Virage en pente à Solliès-Pont, se terminant par la sortie 7, limité à 90 km/h.
- Tronçon entre les sorties 1 à 3 limité à 90 km/h.
- Les voies d'entrecroisements au niveau des échangeurs 5a et 5b (sens Toulon-Le Luc) sont parfois dangereuses et souvent embouteillées.
- La partie la plus embouteillée étant comprise entre les sorties 1 et 8.
- Aires de repos à proximité des pinèdes : ces aménagements sont dangereux pour la végétation naturelle du fait qu'ils peuvent être des sites de départ d'incendie.